# Tola (Nicaragua)
Tola es un municipio del departamento de Rivas en la República de Nicaragua. Los habitantes indígenas de Tola son los Nahuas.

## Toponimia
La etimología de Tola es de Nahuatl Tōllān de los antiguos aborígenes de ancestro toltecas. Tola, es de origen idiomático antiguo que significa "Tierra del Tule", o más bien tierras de los toltecas o tolteca y es una referencia directa a la ascendencia tolteca de los nahuas en el país.  En idioma asiático, sánscrito "Tierra sagrada o tierra incomparable".

## Geografía
El término municipal limita al norte con el municipio de Belén, al sur con el Océano Pacífico, al este con los municipios de Rivas y San Juan del Sur y al oeste con el Océano Pacífico y con el municipio de Santa Teresa. La cabecera municipal está ubicada a 124 kilómetros de la capital de Managua.
La zona está constituida por terrenos muy antiguos cretáceos - eoceno, que emergieron del fondo del mar como extractos levantados para formar los ondulados relieves y cerros. La parte que mira hacia el océano está sembrada de numerosas colinas, siendo la altura más destacada el cerro de "La Mohosa" (477 m). El litoral se caracteriza por la sucesión de pequeñas bahías semicirculares: Astillero, Manzanillo, Ocotal, Marsella, Nacascolo, San Juan del Sur, El Coco, La Flor, Animas, Ostional y Salinas; separadas por cabos salientes e interesantes formaciones rocosas. Los ríos son de corto recorrido debido a la estreches del istmo desaguan en el pacífico Limón y Brito.

## Historia
El municipio de Tola fue fundado en 1750.
Tola, fue la primera población de Nicaragua que recibió su Bautismo de Sangre de manos de filibusteros norteamericanos en 1855, cuando Tola fue atacada por los filibusteros de William Walker.

## Demografía
Tola tiene una población actual de 23,865 habitantes. De la población total, el 50.7% son hombres y el 49.3% son mujeres. Casi el 33.7% de la población vive en la zona urbana.

## Naturaleza y clima

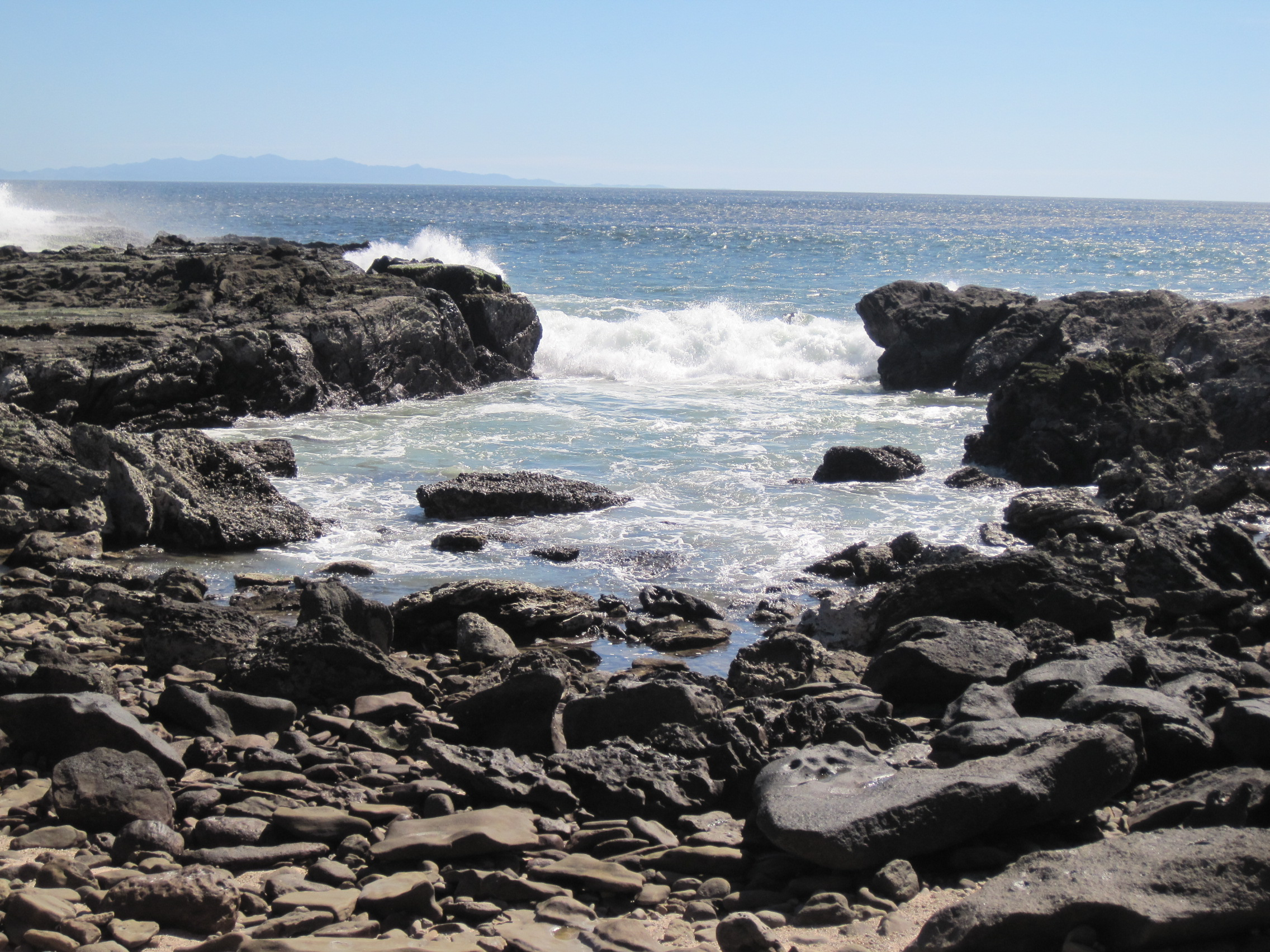
Océano Pacífico en Tola con Costa Rica al fondo

El municipio cuenta con una temperatura que oscila entre los 25 a 27 °C y una precipitación media anual entre 1500 y 1600 mm. El viento sopla con mucha fuerza, barriendo el istmo en dirección del lago al mar.
Las aguas marinas junto a las costas son templadas y muy ricas en pesca, debido al surgimiento de aguas más profundas y frías que traen en suspensión gran cantidad de microorganismos (plancton), alimento abundante para los peces y tortugas marinas. Sobre ellas soplan los fuertes vientos que incomodan a las navegaciones en los primeros meses del año.
Presenta una vegetación de un bosque tropical seco, aunque bastante intervenido, que crece en algunos cerros o a orillas del mar. El árbol departamental es el Elequeme (Erythrina fusca) y el ave la urraca copetona (Calocita formosa).

## Localidades
Cuenta con 63 comunidades y su correspondiente casco urbano con 6 barrios.

## Economía

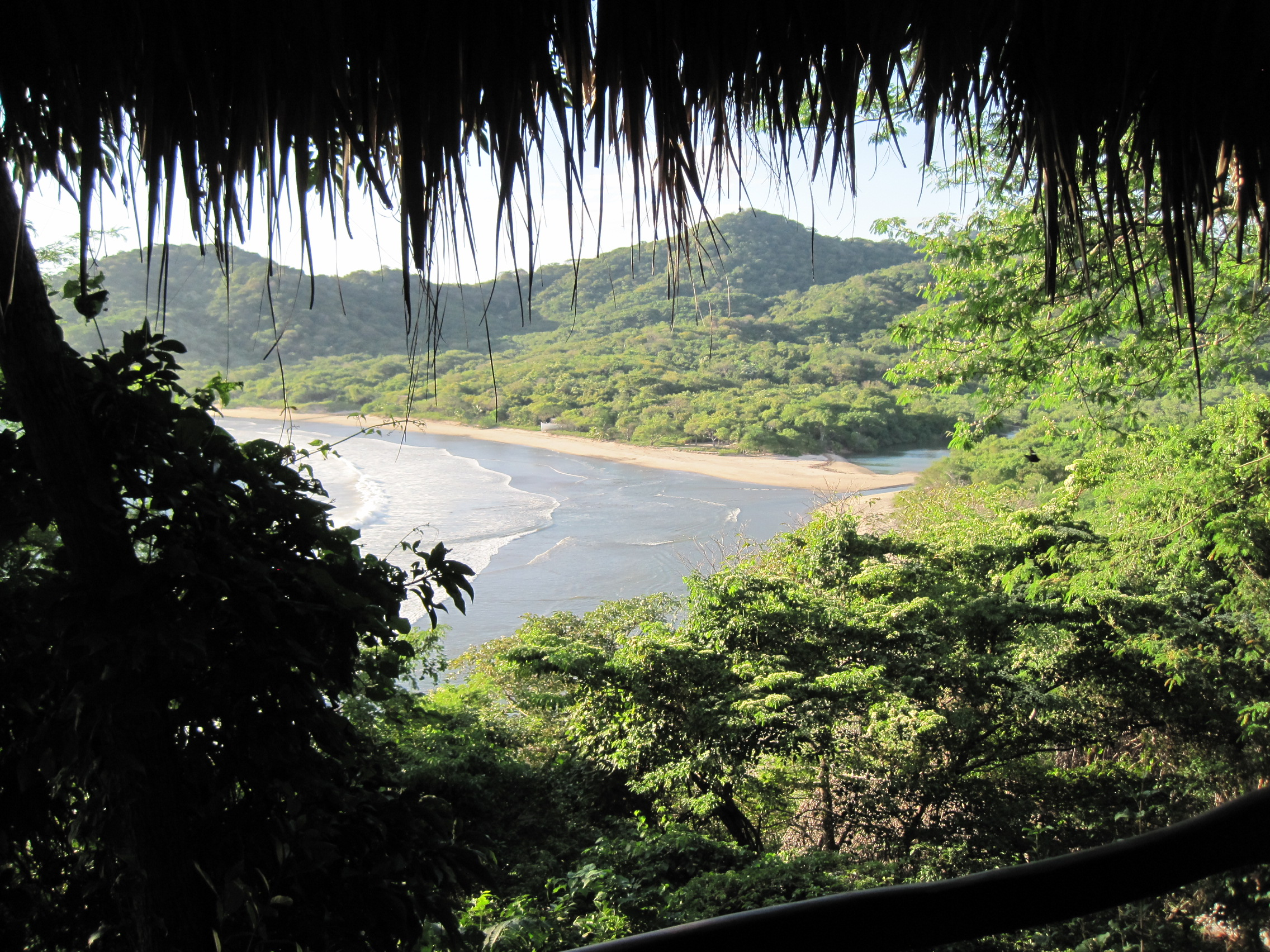
Playa Ocotal en la frontera de Tola y San Jan del Sur

Las principales actividades económicas son el turismo de aventura, la agricultura, la pesca y la ganadería. Los recursos marinos son abundantes, con numerosas especies para las que se emplea la pesca artesanal. Entre los sitios turísticos figuran las playas del Astillero, Brito, Guasacate y Gigante. Asimismo, existen importantes desarrollos turísticos como Marina de Guacalito, Ranchos Santana, Iguanas Beach, Hotel Punta Teonostes.

## Cultura
Actualmente celebran las fiestas patronales en honor a la Virgen de Guadalupe.